# جانوران خشکی‌زی
جانوران خشکی‌زی (به انگلیسی: Terrestrial animal) جانورانی هستند که عمدتاً یا به‌طور کامل بر روی سطح خشکی‌های کرهٔ زمین زندگی می‌کنند (به عنوان مثال، گربه، مورچه‌ها و غیره). این تقسیم‌بندی در مقایسه با حیوانات آبزی، که عمدتاً یا کاملاً در آب زندگی می‌کنند (به عنوان مثال: ماهی، خرچنگ دریایی، اختاپوس‌ها)، یا دوزیستانی که در ترکیبی از زیستگاه‌های آبی و زمینی زندگی می‌کنند (به عنوان مثال، قورباغه) صدق می‌کند. اصطلاح زمینی نیز در درجه اول منظور جانورانی هستند که اغلب بر روی زمین زندگی و حرکت می‌کنند، در مقایسه با گونه‌های درختی، که عمدتاً در درختان زندگی و به روش درخت‌پیمایی حرکت می‌کنند.